# Sherzodjon Yusupov
Sherzodjon Yusupov, auch Schersodschon Jussupow (* 10. Oktober 1982 in der Provinz Taschkent) ist ein usbekischer Gewichtheber.

## Karriere
Sherzodjon Yusupov nahm an den Olympischen Sommerspielen 2008 teil, wobei er den sechzehnten Rang in der Kategorie bis 77 kg mit 322 kg erringen konnte. Er nahm an den Asienspielen 2006 teil und wurde Achter mit 315 kg. Bei den Weltmeisterschaften 2007 belegte er den 28. Platz in der Gewichtsklasse bis 77 kg mit 319 kg. Bei den Asienmeisterschaften 2008 wurde er Fünfter mit einer Gesamtleistung von 314 kg.